# Bábafalva (Szlovákia)
Bábafalva (szlovákul: Babie) község Szlovákiában, az Eperjesi kerület Varannói járásában.

## Fekvése
Varannótól 28 km-re északnyugatra, a Tapoly jobb oldalán található.

## Története
1332-ben a pápai tizedjegyzékben említik először.
A 18. század végén Vályi András így ír róla: „BÁBAFALVA. Babits. Tót falu Sáros Vármegyében, birtokos Ura Mélt. Semsey Uraság, lakosai katolikusok, és evangelikusok, fekszik a’ hegyek között Karátson mezőnek szomszédságában, melly nek filiája, ’s Tapoly folyó vizétöl sem meszsze; kő bányájáról nevezetes. Határbéli földgye középszerű, fája, és legelője van, piatzozásától sints meszsze; de mivel réttyei kevesek, második Osztálybéli.”
Fényes Elek 1851-ben kiadott geográfiai szótárában így ír a faluról: „Bábafalva, tót falu, Sáros várgyében, a Tapoly völgyében, Karácsonmező fiókja 13 kath., 132 evang., 16 zsidó lak. F. u. többen. Ut. p. Eperjes.”
1920 előtt Sáros vármegye Girálti járásához tartozott

## Népessége
| Év:            | 1994. | 2004.    | 2014.   | 2024.   |
| -------------- | ----- | -------- | ------- | ------- |
| Emberek száma: | 234   | 261      | 241     | 238     |
| Eltérés:       |       | +11,53 % | -7,66 % | -1,24 % |

| Év:            | 2023. | 2024.   |
| -------------- | ----- | ------- |
| Emberek száma: | 239   | 238     |
| Eltérés:       |       | -0,41 % |

1910-ben 163, túlnyomórészt szlovák lakosa volt.
2001-ben 246 lakosából 245 szlovák lakosa volt.
2011-ben 252 szlovák lakta.